# Papaipema
Papaipema is een geslacht van vlinders van de familie Uilen (Noctuidae), uit de onderfamilie Hadeninae.

## Soorten
- P. anargyrea Dyar, 1908
- P. angelica Smith, 1899
- P. apicata Dyar, 1912
- P. appassionata Harvey, 1876
- P. araliae Bird. & Jones, 1921
- P. arctivorens Hampson, 1910
- P. astuta Bird, 1907
- P. aweme Lyman, 1908
- P. baptisiae (Bird, 1902)
- P. beeriana Bird, 1923
- P. cataphracta Grote, 1864
- P. cerina (Grote, 1874)
- P. cerussata Grote, 1864
- P. circumlucens Smith, 1899
- P. depictata Benjamin, 1933
- P. dribi Barnes & Benjamin, 1926
- P. duovata Bird, 1902
- P. duplicatus Bird, 1908
- P. engelhardti Bird, 1939
- P. errans Barnes & McDunnough, 1912
- P. eryngii Bird, 1917
- P. eupatorii (Lyman, 1905)
- P. frigida Smith, 1899
- P. furcata Smith, 1899
- P. harrisii Grote, 1881
- P. impecuniosa (Grote, 1881)
- P. imperspicua Bird, 1908
- P. inquaesita (Grote & Robinson, 1868)
- P. insulidens Bird, 1902
- P. janicia Quinter
- P. limata Bird, 1908
- P. limpida Guenée, 1852
- P. lysimachiae Bird, 1914

- P. marginidens Guenée, 1852
- P. maritima Bird, 1909
- P. menickata Bird, 1907
- P. mulleri Buchholz, 1957
- P. nebris Guenée, 1852
- P. necopina (Grote, 1876)
- P. nelita Strecker, 1898
- P. nepheleptena Dyar, 1908
- P. nephrassyntheta Dyar, 1908
- P. ochroptena Dyar, 1908
- P. pertincta Dyar, 1920
- P. placida Bird, 1921
- P. polymnia Bird, 1917
- P. pterisii Bird, 1907
- P. purpurifasciata Grote & Robinson, 1868
- P. rigida (Grote, 1877)
- P. rutila (Guenée, 1852)
- P. sciata Bird, 1908
- P. silphii Bird, 1915
- P. speciosissima Grote & Robinson, 1868
- P. stenocelis Dyar, 1907
- P. sulphurata Bird, 1926
- P. unimoda Smith, 1894
- P. verona Smith, 1899
- P. wyatti Barnes & Benjamin, 1929